# Nícies (metge)
Nícies (Nicias, Nikías Νικίας) va ser el metge del rei Pirros de l'Epir. Durant la guerra del rei contra Roma, es va oferir al cònsol Gai Fabrici Luscí per enverinar al rei a canvi d'una determinada recompensa (278 aC). El cònsol romà va rebutjar l'oferta i tot seguit va comunicar a Pirros la traïció. Pirros el va fer matar i la seva pell va servir d'estora.
Claudi Elià l'esmenta sota el nom de Cinees, que fou un ministre de Pirros; Ammià Marcel·lí, Valeri Ànties i Valeri Màxim atribueixen aquestos fets a un amic de Pirros que el primer anomena Demòcares i els altres dos Timòcares.